# مشير أباد (هريس)
مشير أباد هي قرية في مقاطعة هريس، إيران. عدد سكان هذه القرية هو 166 في سنة 2006.